# Carcans
Carcans (Franse uitspraak: [kaʁkɑ̃]; Occitaans: Carcan, [kaɾˈka]) is een gemeente in het Franse departement Gironde (regio Nieuw-Aquitanië). De plaats maakt deel uit van het arrondissement Lesparre-Médoc. Carcans telde op 1 januari 2022 2.415 inwoners.

## Geografie
De oppervlakte van Carcans bedroeg op 1 januari 2022 175,4 vierkante kilometer; de bevolkingsdichtheid was toen 13,8 inwoners per km².

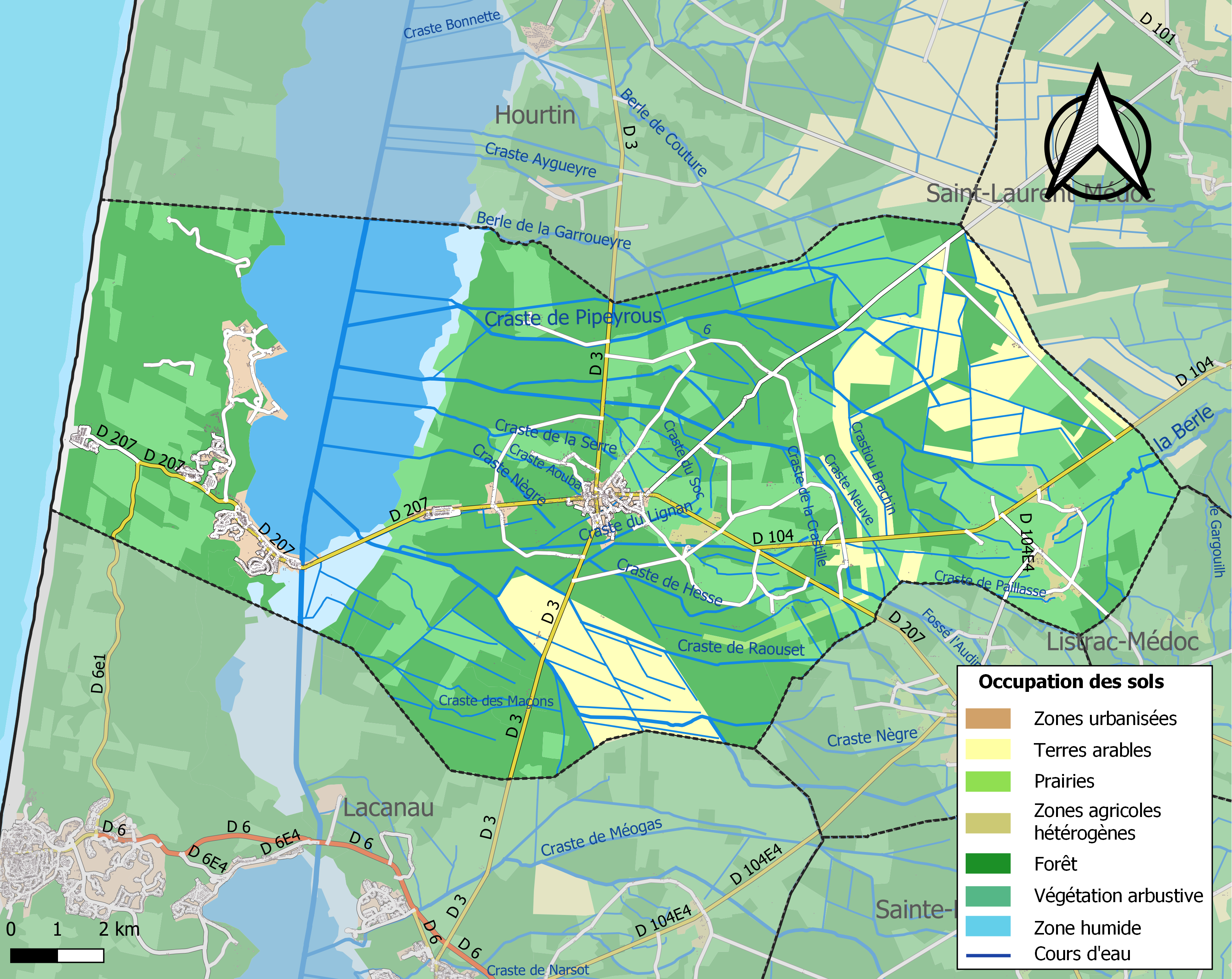
Kaart van de gemeente met belangrijkste infrastructuur, bodemgebruik en omliggende gemeenten

## Demografie
Onderstaande figuur toont het verloop van het inwonertal (bron: INSEE-tellingen).